# Adonisea crotchii
Adonisea crotchii là một loài bướm đêm trong họ Noctuidae.